# Yankee (Fernsehserie)
Yankee ist eine mexikanische Fernsehserie aus dem Jahr 2019, die von Argos Comunicación produziert und auf Netflix ausgestrahlt wurde. Die Erstveröffentlichung erfolgte am 14. Juli 2019.

## Handlung
Malcom Moriarty, US-Amerikaner mit mexikanischen Wurzeln, (Pablo Lyle) lebt mit seiner Familie in Arizona und betreibt dort mit seiner Ehefrau Phoebe (Pamela Almanza) ein Maklerbüro. Nebenbei ist er für ein mexikanisches Kartell im Drogenhandel involviert und gerät in eine Auseinandersetzung mit zwei ebenfalls in Drogengeschäft involvierten Bikern während seiner Hausparty. Da ein besorgter Nachbar die Polizei gerufen hatte, steht kurze Zeit später ein Polizist vor der Tür und wird Zeuge einer Geldübergabe Malcom Moriartys an die Biker. Sofort ruft er in der Zentrale nach Verstärkung und wird daraufhin von Malcom mit einem Schläger bewusstlos geschlagen. Malcom flieht sofort mit den Bikern vom Tatort und gelangt über seine Beziehungen zur Drogenbande nach Sonora in Mexiko. Seine Familie bleibt allein in Arizona zurück und muss sich der Polizei stellen. In Yvonnes Bar in Hermosillo trifft Malcom auf Cara Sucia (Sebastián Ferrat), den Kopf von La Contra, einer paramilitärischen Organisation, die in Drogen- und Gewaltverbrechen in der Region verwickelt ist. Aufgrund seiner Herkunft aus Arizona, wird er von den Mexikanern nur Yankee genannt. Malcom bietet Cara Sucia Unterstützung beim Transport der Drogen von Mexiko nach Arizona an, indem er die Drogenpakete nicht mehr von Personen über die Grenze tragen lassen, sondern mit Drohnen fliegen lassen will. Für sein Drohnenprojekt heuert er eine Gruppe Jugendlicher an, die ihn bei seinem IT-Projekt unterstützen sollen. Aufgrund des Erfolges seine Projekts kommt Malcom in Kontakt mit höheren Mitgliedern des Drogenkartells und knüpft auch Kontakte zum Sinaloa-Kartell. Schließlich kommt es zur Überwerfung mit Cara Sucia und La Contra, die den Yankee als Konkurrenz betrachten. La Contra greift das Hauptquartier des Yankees an und tötet alle Jugendlichen, die sich dort aufhalten. Mit Hilfe seiner Kontakte in Sinaloa holt Malcom mit seinen IT-Kriegern zum Gegenschlag aus und es kommt zum Krieg. Dabei greift der Yankee auch auf die Hilfe der mexikanischen Marine und der amerikanischen ICE zurück, mit denen er mit dem Ziel zusammenarbeitet, Cara Sucia zu finden und zu töten.

## Besetzung
| Rolle              | Schauspieler     | Rollenbeschreibung                                                   |
| ------------------ | ---------------- | -------------------------------------------------------------------- |
| Marlcom Moriarty   | Pablo Lyle       | Hauptfigur, Jungunternehmer und Drogenverkäufer aus Arizona          |
| Cara Sucia         | Sebastián Ferrat | Boss von La Contra, einer kriminellen paramilitärischen Organisation |
| Del Toro           | Julio Casado     | Generalstaatsanwalt von Sonora                                       |
| Gouverneurin Nelly | Jana Raluy       | Gouverneurin von Sonora                                              |
| Laura Wolf         | Ana Layevska     | Geheimagentin des ICE                                                |
| Phoebe Moriarty    | Pamela Almanza   | Ehefrau Malcoms und Jungunternehmerin                                |
| Alacrán            | Aldo Verástegui  | Rechte Hand Cara Sucias, Mitglied der La Contra                      |
| Yvonne             | Gabriela Zamora  | Barbesitzerin und Zuhälterin                                         |